# RUNX1
La protéine RUNX1 est un facteur de transcription codé chez l'homme par le gène RUNX1. Les mutations du gène (constitutionnel ou somatique) sont associés aux leucémie aiguë myéloïde (LAM) et aux syndromes myélodysplasiques (SMD). Il appartient à la famille de facteurs de transcription à domaine Runt (RUNX), aussi appelés core binding factor-α (CBFα). Les protéines RUNX forment un complexe hétérodimérique avec CBFβ, ce qui confère au complexe une haute stabilité et affinité par l'Acide désoxyribonucléique ADN. L'expression de RUNX1 semble correspondre aux pronostics les plus mauvais chez les patientes porteuses de cancer du sein triple négatif. Il est aussi associé à une forme familiale de thrombopénie, incluant un risque accru d'hémopathies malignes.

## Fonction
RUNX1 est impliqué dans le développement de l'hématopoïèse. Des translocations chromosomiques ont été associées à ce gène dans divers types de leucémies. Il existe deux variants transcriptionnels qui codent différentes isoformes de la protéine. Le consensus de liaison de CBF a été identifié comme une séquence de 7 paires de bases PyGPyGGTPy (où Py = pyrimidine, G = guanine et T = thymine).

## Délétion chez la souris
Les embryons de souris portant des mutations homozygotes dans le gène qui code RUNX1 meurent au 12,5e jour de gestation. Ces embryons présentent une totale absence d’hématopoïèse dans le foie fétal.
Des expériences similaires menées à terme par différents groupes de recherche ont démontré que les embryons knockout meurent entre les 11,5e et les 12,5e jours en raison d'hémorragie dans le système nerveux central (SNC).

## Interactions
La protéine RUNX1 a fait preuve d'interaction avec:
- TLE1[6]
- c-Jun[7],[8]
- Récepteur de calcitriol[9]
- SUV39H1[10]
- c-Fos[7],[8]
- ETS1[11]